# Иринеј Сремски
Иринеј је био епископ Сирмијума (данашња Сремска Митровица) крајем 3. века.
Сматра се да је пре епископства био жењен и имао деце. Пострадао је за Христа за време владавине цара Максимијана. За време тешких мучења његови сродници стајали су око њега и плачући молили га, да поштеди себе и њих и да се одрекне Христа. Али Иринеј је више волео ране за Христа, него сва блага овога света. Пошто се Иринеј никако није хтео одрећи вере, кнез Проб нареди да се баци са једног моста у реку Саву код античког Сирмијума, данас Сремска Митровица. Мученички је скончао 304. године.
Српска православна црква слави га 26. марта по црквеном, а 8. априла по грегоријанском календару.
У част овог свеца нови пешачки мост у Сремској Митровици носи име Мост св. Иринеја. 